# باتريك مورو
باتريك مورو (بالفرنسية: Patrick Moreau)‏ (3 نوفمبر 1973 كونياك فرنسا - ) هو لاعب كرة قدم فرنسي يلعب كمدافع، شارك في الألعاب الأولمبية الصيفية 1996.

## وصلات خارجية
- باتريك مورو على موقع رابطة كرة القدم الفرنسية للمحترفين (الإنجليزية)
- باتريك مورو على موقع قاعدة بيانات كرة القدم.إي يو (الإنجليزية)
- باتريك مورو على موقع ليكيب (الفرنسية)
- باتريك مورو على موقع أوليمبيديا (الإنجليزية)